# 크라이스트처치 아트 센터

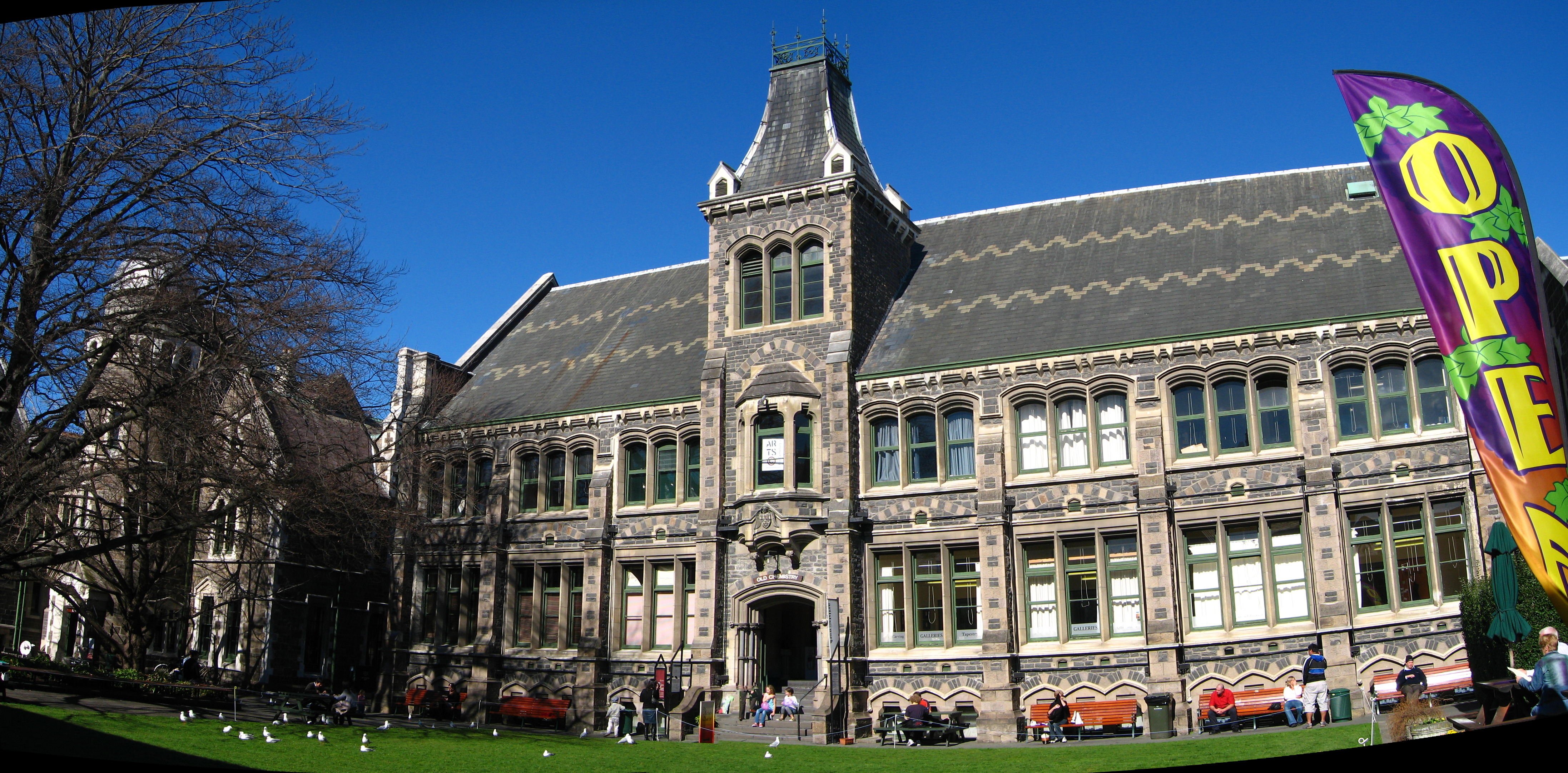
옛 화학대학 건물

크라이스트처치 아트 센터(Christchurch Arts Center)는 뉴질랜드 남섬 크라이스트처치에 있는 미술관이다. 이전 캔터베리 대학 건물(현재 캔터베리 대학)에 세워진 네오고딕 양식의 건물이다. "아트 센터"로 알려진 크라이스트처치 예술 활동의 거점으로 다양한 행사가 개최되고 있다.

## 역사
1873년 캔터베리 대학(현재의 캔터베리 대학)가 개교하고 1876년 현재 아트센터 부지로 이전하였다. 1877년 건축가 벤자민 마운트포트가 디자인한 시계탑이 완성되었다. 그 후, 많은 건축가가 석조 건물 건설에 참여 1920년대까지 현재의 건물이 완성되었다.
처음에는 부지 내에 처치 여자고등학교, 크라이스트 남자고등학교를 운영하고 있었지만, 그 후, 2개의 고등학교가 이전 대학교 건물로 1974년까지 사용된다. 1973년 캔터베리 대학 창립 100 주년 기념식이 거행되었고 역사적인 건물의 보전을 목적으로 대학교 청사 이전을 결정한다. 1975년 새로운 건물이 아이람 지구에 완성되었기 때문에 대학교 건물로서 역할을 마치게 된다. 1978년 〈크라이스트처치 아트 센터〉 기금위원회가 설립되었으며, 이후 신탁위원회가 아트 센터의 관리 운영을 하고 있다.

## 시설
미술품, 공예품을 취급하는 샵, 기념품 가게 등 40 여개 이상이 입점되어 있다. 기타, 레스토랑, 카페, 박물관, 영화관, 극장 등이 있고 예술가의 활동 거점이 되고 있다. 주말에는 마켓도 개최되어 많은 쇼핑객, 관광객으로 활기를 보인다. 대학교 건물로 지어진 역사 때문에 현재도 일부 건물의 명칭이 옛 강의실 이름, 옛 대학 시설 이름을 채택하고 있다. 또한 일부 건물은 현재도 캔터베리 대학 부속 시설로 되어 있으며, 대학의 연구, 습습 시설로 사용되고 있다.
캔터베리 대학 부속 시설
- 소파 미술관 (SOFA Gallery) - 미술 학부 부속 박물관
- 테 푸나 토이 (Te Puna Toi) - 연극 / 영화학부 부속 시설 (영화 필름 압축), 소파 박물관 부대 시설
- 유니버시티 극장 (University Theatre) - 연극-영화학부 부속 실습 시설
- 타운젠드 천문대 (Townsend Observatory) - 물리-천문학부 부속 천문대

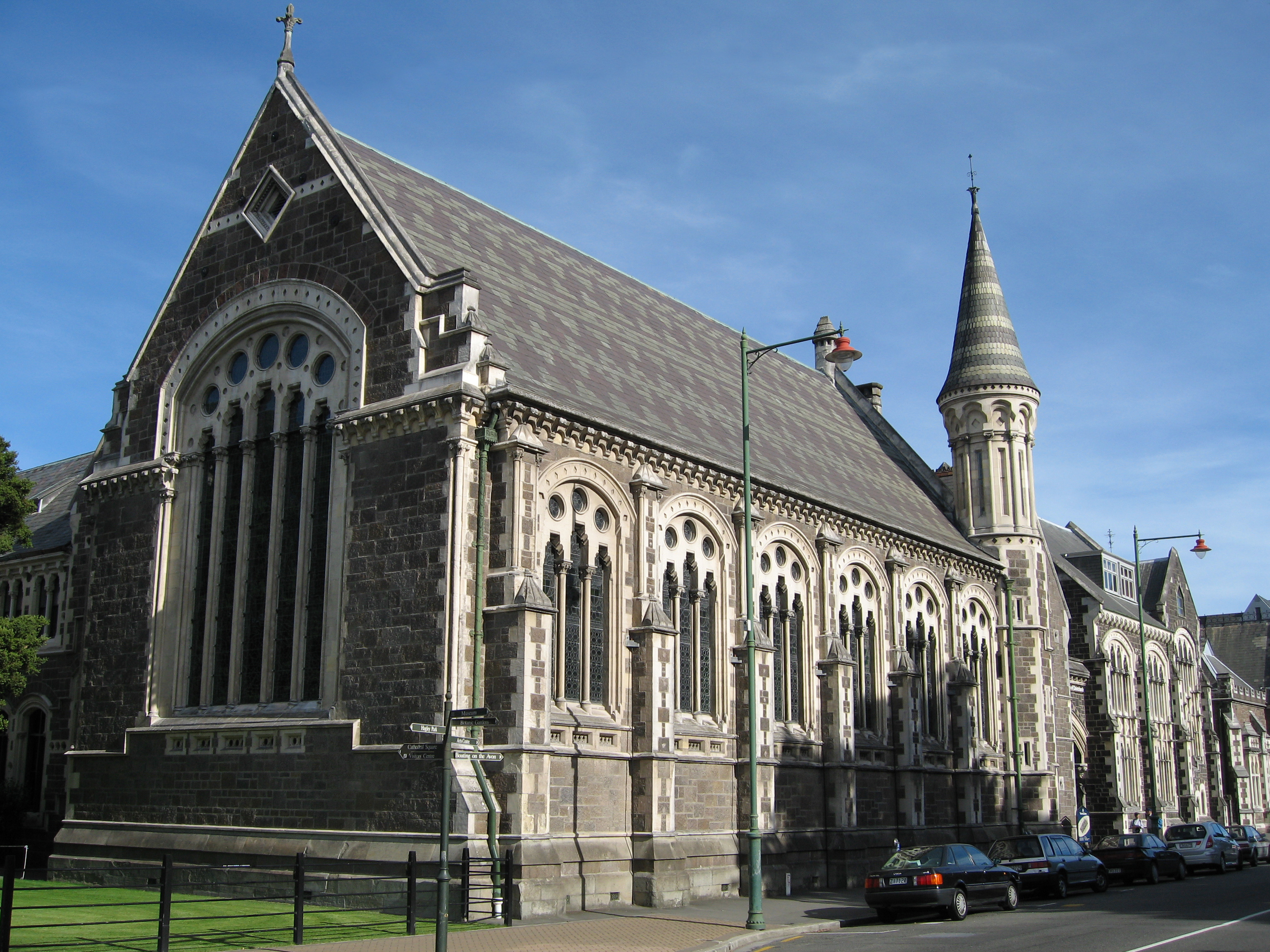
그레이트 홀
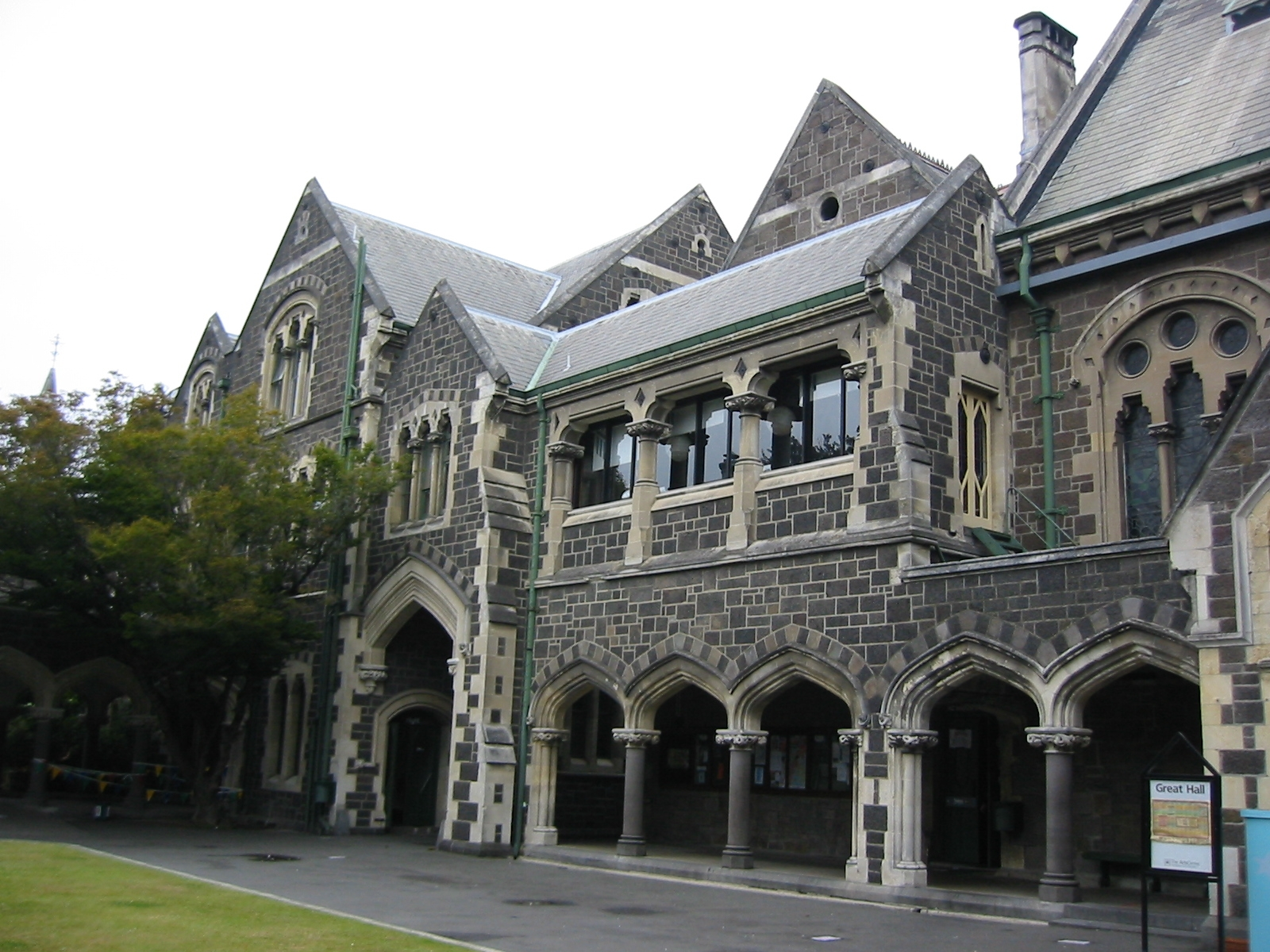
그레이트 홀 입구
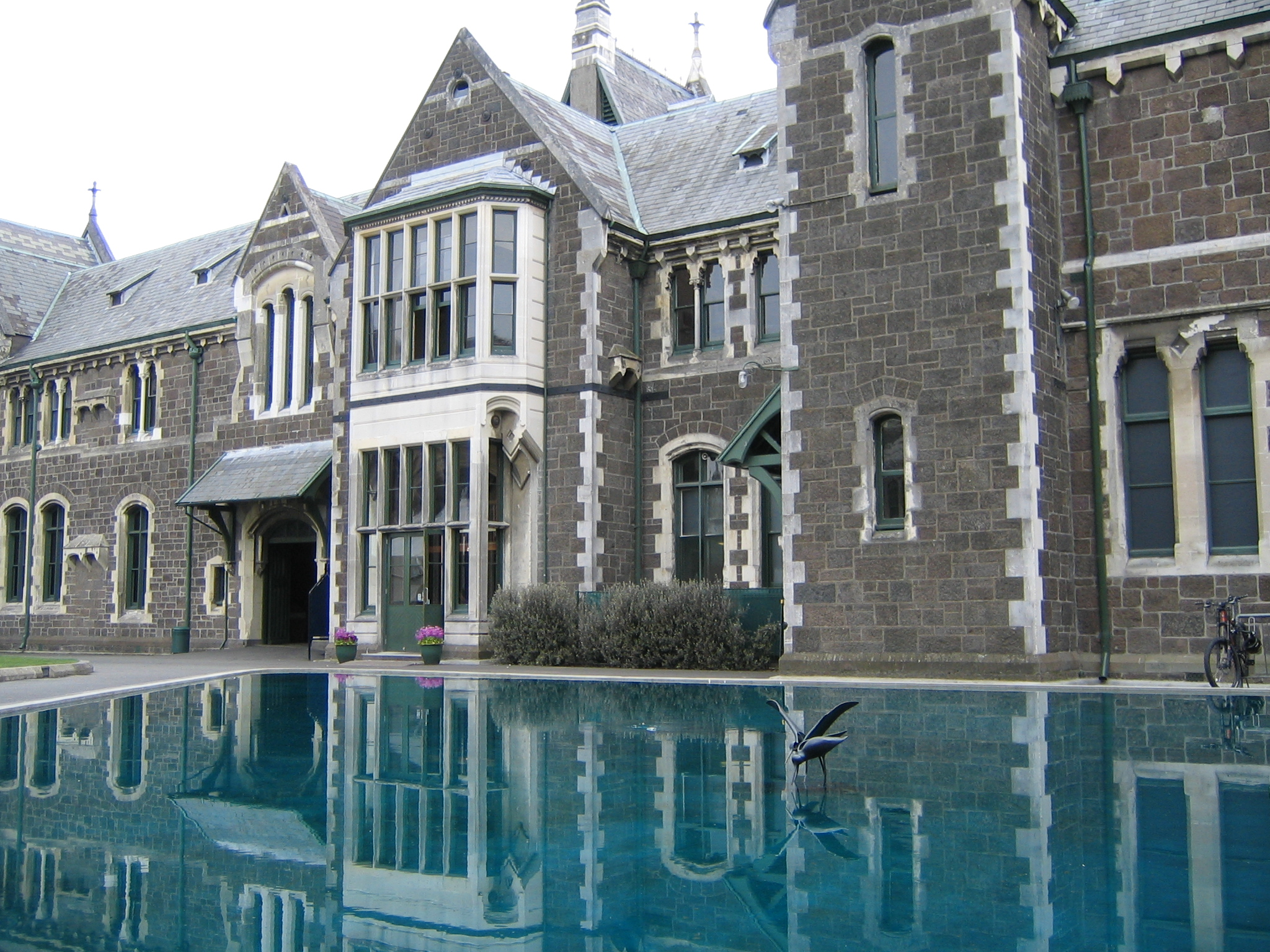
연못, 노스 쿼드랭글

## 같이 보기
- 크라이스트처치